# Souvo Grlo (Demir Hisar)
Souvo Grlo (en macédonien Souvo Grlo) est un village du sud-est de la Macédoine du Nord, situé dans la municipalité de Demir Hisar. Le village comptait 8 habitants en 2002.

## Démographie
Lors du recensement de 2002, le village comptait :
- Macédoniens : 8